# 119
Secole: Secolul I - Secolul al II-lea - Secolul al III-lea
Decenii: Anii 60 Anii 70 Anii 80 Anii 90 Anii 100 - Anii 110 - Anii 120 Anii 130 Anii 140 Anii 150 Anii 160
Ani: 114 | 115 | 116 | 117 | 118 | 119 | 120 | 121 | 122 | 123 | 124

## Decese
- dată necunoscută: Salonina Matidia  (n. 68)